# 司馬岐
司馬岐（？—？），表字不詳，河內溫縣人（今河南溫縣）。大司農司馬芝之子，三國時曹魏官員。

## 生平
司馬岐在司馬芝死後繼嗣關內侯，從河南丞轉廷尉正，後遷陳留國相。當時梁郡有些繫獄多年的囚犯，案件牽連很多人，因而多年都未能解決。詔書後來下令將這些囚犯都移送到陳留郡的屬縣內，縣於是要求送刑具去。但司馬岐認為這些人的供詞互相矛盾，而且受慣獄中的拷打，其實事情很易解決，不需要再讓他繼續這樣囚禁。及後囚犯來到，司馬岐去詰問囚犯，他們都不再敢作假證供，將整件事和盤托出，一夜之間就解決了案件，因而獲升任廷尉。
當時大將軍曹爽專權，尚書何晏、鄧颺等都作為其黨羽。當時南陽人圭泰曾經出言指責他們，被捕並交給廷尉。鄧颺審訊後打算判圭泰重刑，司馬岐說是指鄧颺是當朝重臣，不應該因私怨而枉法。而且指此舉會令百姓不安。鄧颺聽後既慚愧又憤怒地離開。司馬岐其後害怕他的說話會被鄧颺追究而獲罪，稱病而離職。離職歸家未到一年就逝世，年僅三十五歲。

## 子女
- 司馬肇，嗣子，西晉冀州刺史、尚書。